# Molo w Kołobrzegu

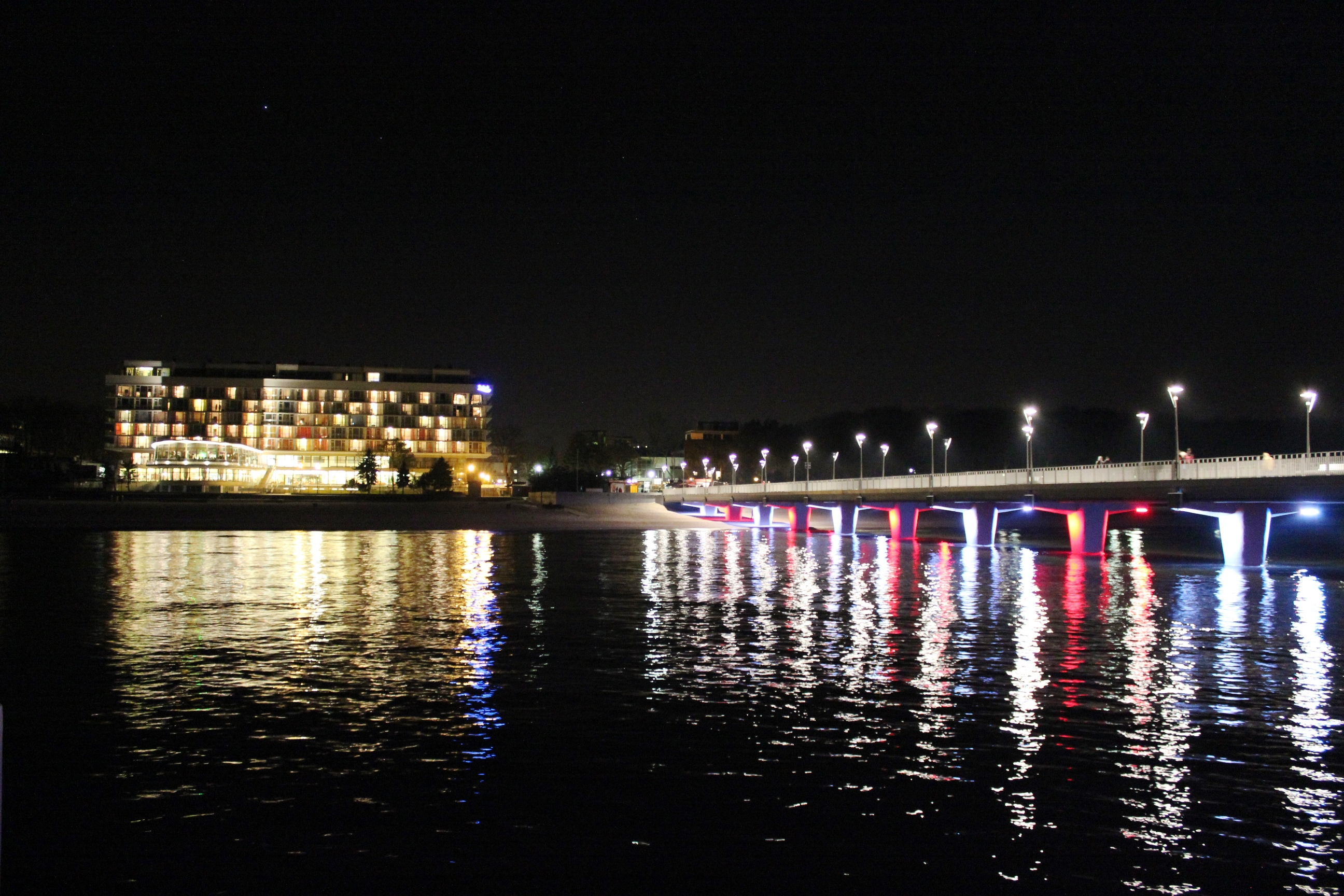
Molo w Kołobrzegu, widok z głowicy w stronę plaży i sanatorium Bałtyk

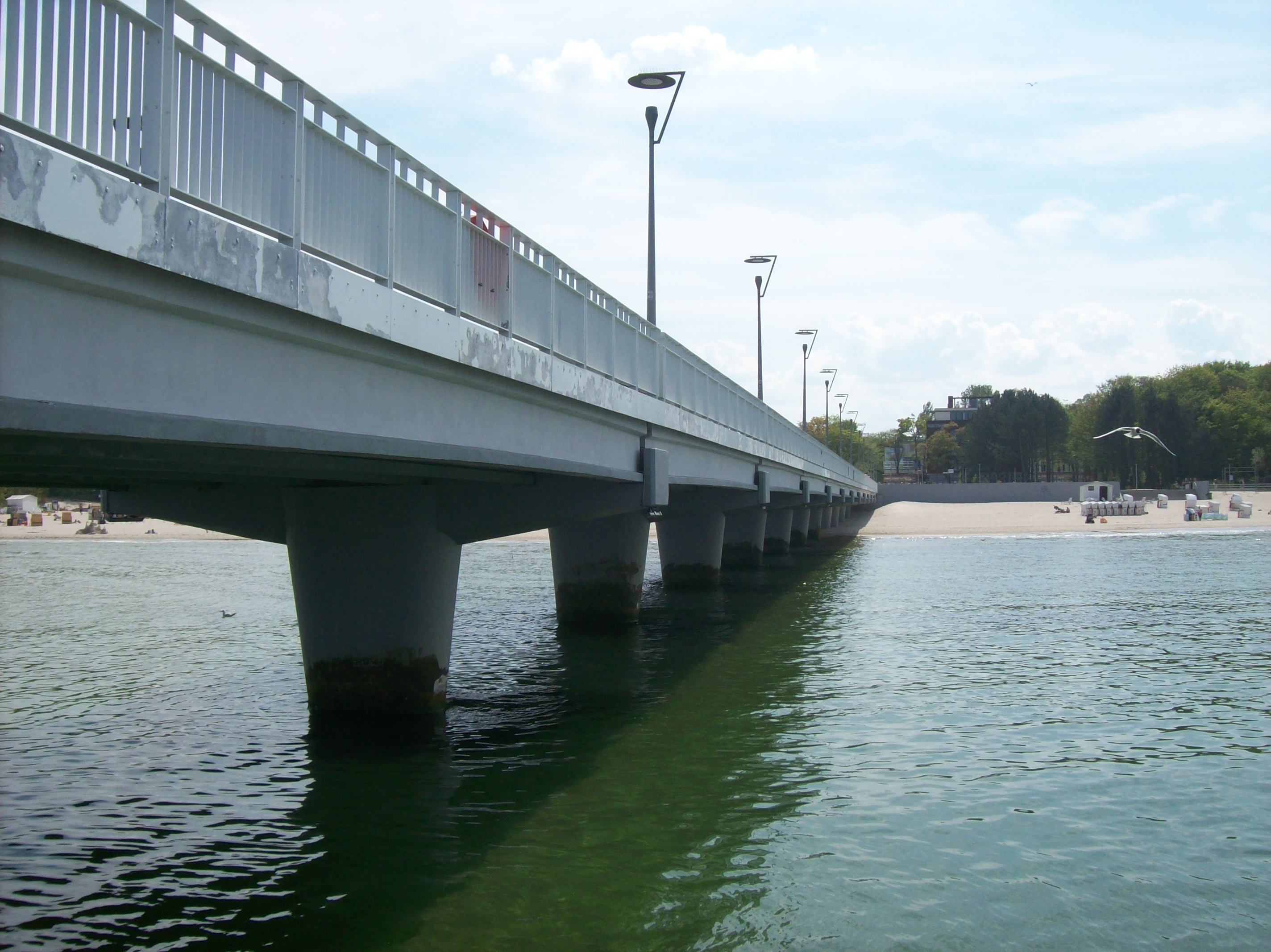
Widok na molo z położonej poniżej przystani dla małych statków

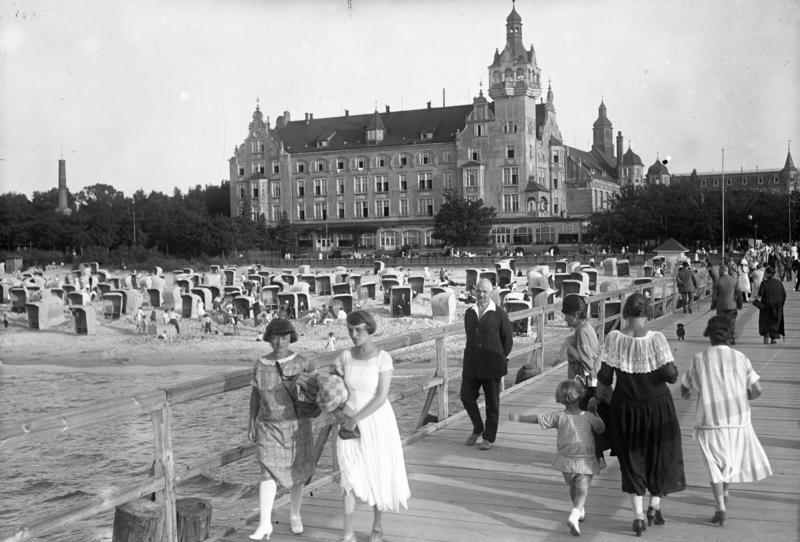
Molo w 1930 z nieistniejącym obecnie sanatorium Strandschloß

Molo w Kołobrzegu – żelbetowe molo w Polsce, w Dzielnicy Uzdrowiskowej Kołobrzegu. Zlokalizowane jest na przedłużeniu ulicy Mickiewicza, przy sanatorium Bałtyk i bulwarze Jana Szymańskiego, w pobliżu Parku im. Stefana Żeromskiego (zdrojowego).
Pierwszy pomost, usytuowany przy sanatorium Strandschloß (Zamek Plażowy, Pałac Nadbrzeżny) został zbudowany w 1881. Była to konstrukcja drewniana, w kształcie litery T, mająca około stu metrów długości. Na jej końcu znajdowała się przystań dla małych żaglowców. Został on zniszczony w czasie II wojny światowej.
Współcześnie istniejące molo zostało oficjalnie otwarte 19 czerwca 1971. Konstrukcja ma długość 220 metrów i szerokość 9 metrów, a pomost spacerowy znajduje się około 4,5 metra nad poziomem morza. Na końcu pomostu znajduje się dwupoziomowa głowica, która może być wykorzystana jako przystań dla małych statków wycieczkowych.
W 2014 przeprowadzono generalny remont obiektu wartości 3 mln zł (otwarcie nastąpiło 27 listopada 2014). W trakcie remontu założono m.in.  iluminację świetlną obiektu.

## Galeria

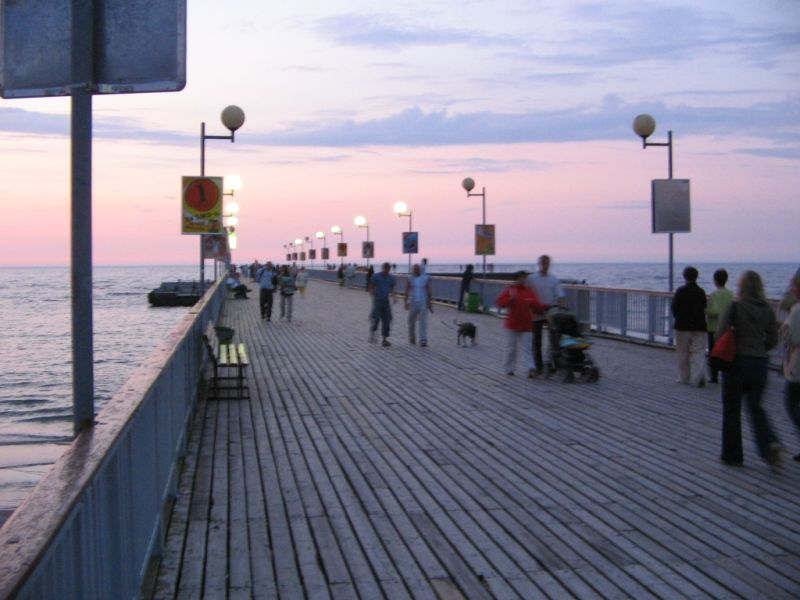
Molo (2005)
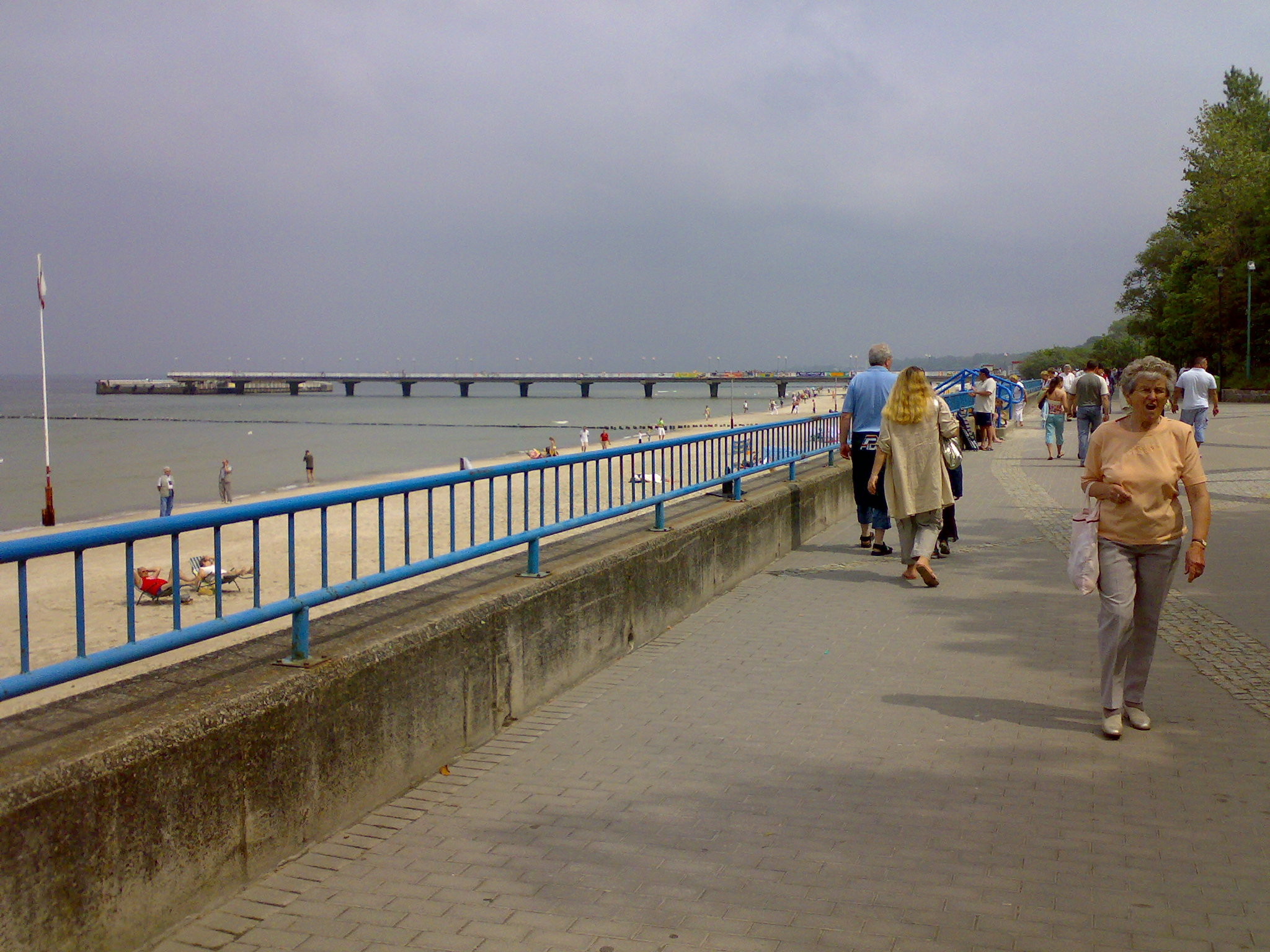
Widok na molo z bulwaru Jana Szymańskiego (2007)
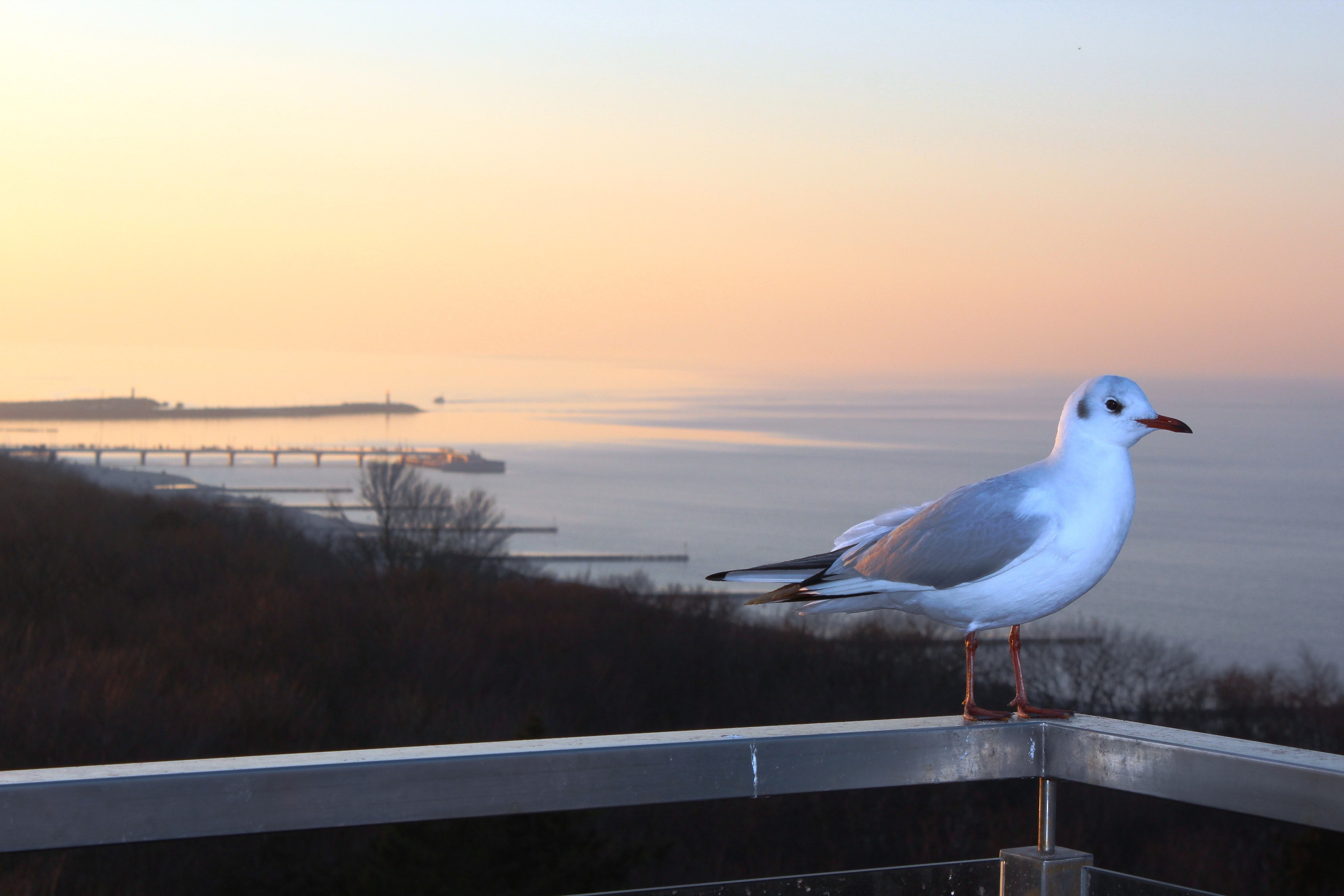
Widok na molo z dachu sanatorium Perła Bałtyku (2015)
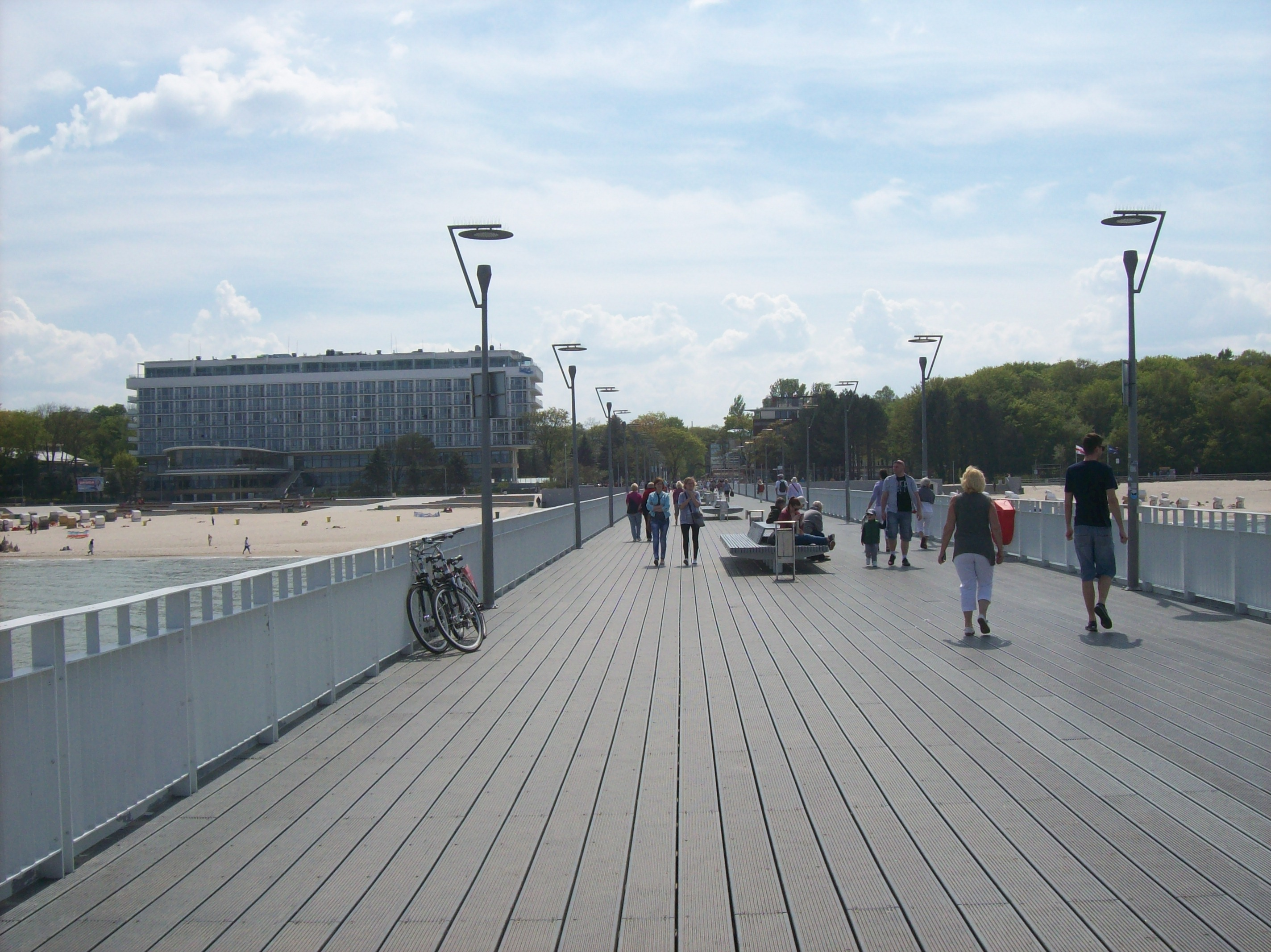
Molo (2016)
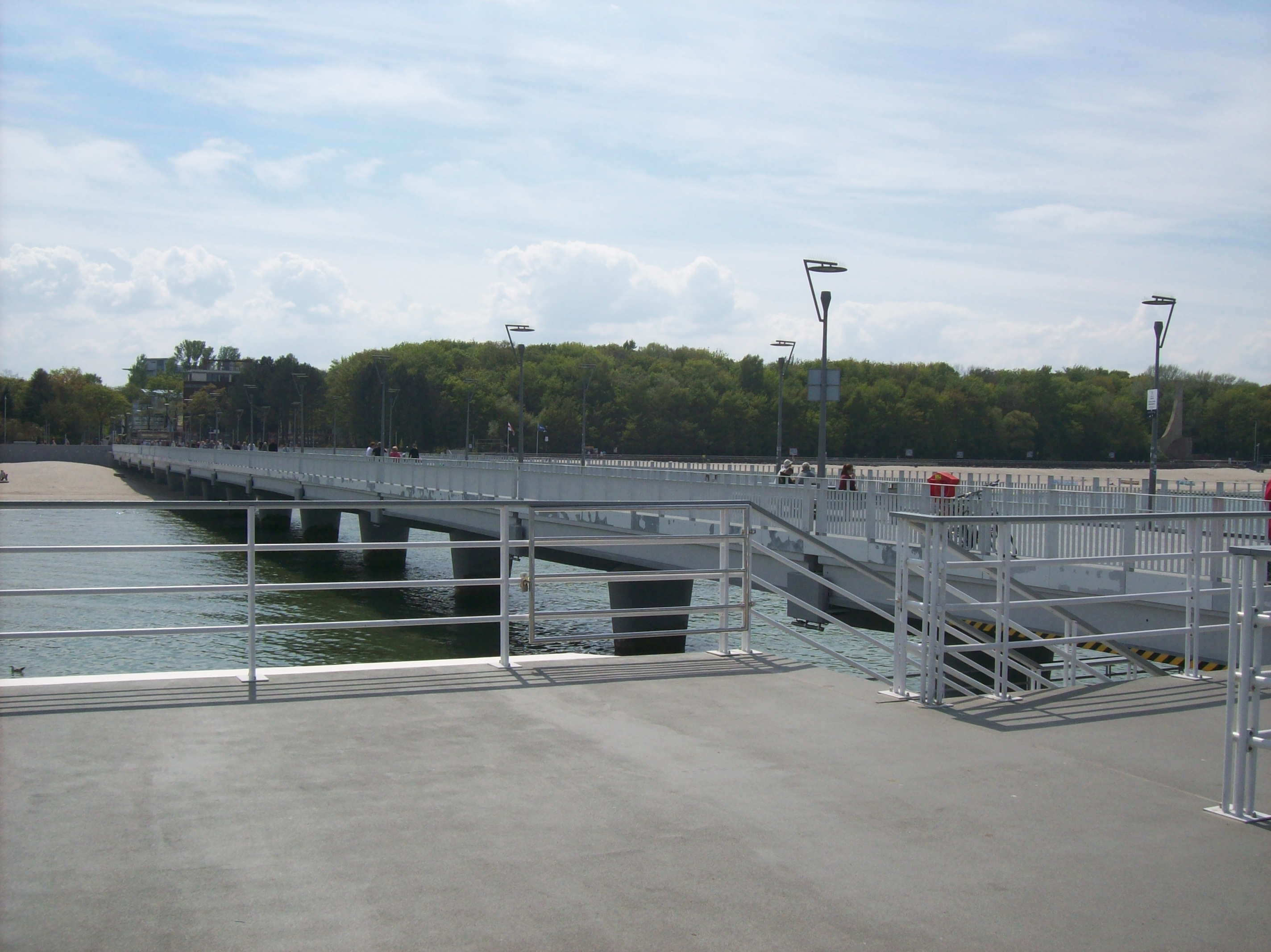
Głowica molo (2016)